# Amaxia gnosia
Amaxia gnosia är en fjärilsart som beskrevs av William Schaus 1905. Amaxia gnosia ingår i släktet Amaxia och familjen björnspinnare. Inga underarter finns listade i Catalogue of Life.